# Circondato
Circondato (Surrounded) è un film del 2023 diretto da Anthony Mandler.

## Trama
Cinque anni dopo la guerra civile, la liberta ed ex Buffalo Soldier Moses "Mo" Washington si reca a ovest per rivendicare una miniera d'oro travestita da uomo dopo che la sua diligenza è caduta in un'imboscata da parte di un gruppo di ladri assassini. Mo è costretta a tenere prigioniero il leggendario fuorilegge Tommy Walsh mentre i restanti passeggeri sopravvissuti cercano aiuto.

## Produzione
Le riprese del film sono iniziate nel novembre 2020 in Nuovo Messico.

## Promozione
Il primo trailer del film è stato diffuso l'11 maggio 2023.

## Distribuzione
La pellicola è stata presentata al Sun Valley Film Festival il 2 aprile 2023 e distribuita negli Stati Uniti in digitale a partire dal 20 giugno 2023, mentre in Italia è stata diffusa su Prime Video dal 20 ottobre 2023.